# Роз'їзд 19
Роз'їзд 19 (каз. рзд.19) — колишнє станційне селище у складі Бурабайського району Акмолинської області Казахстану. Входило до складу Кенесаринського сільського округу. Ліквідоване та включене до складу села Кенесари у 2014 році.
Населення — 24 особи (2009; 32 у 1999, 28 у 1989).
Національний склад станом на 1989 рік:
- казахи — 100 %.